# Tug
Tug (mongolsko туг [tʰʊɡ], osmansko turško طوغ‎, ṭuġ ali توغ, tuġ) ali suld (mongolsko сүлд, suld) je drog, ki ima na vrhu obešene krožno razporejene konjske ali jakove repe različnih barv. Tug je nastal v obdobju Mongolskega cesarstva in bil kasneje privzet v kasnejših turško-mongolskih in turških kanatih ter Osmanskem cesarstvu. V 17. stoletju  so tug pod imenom bunčuk (ukrajinsko бунчук, bunčuk, poljsko buńczuk) sprejele tudi slovanske konjenice (kozaki, hajdamaki). Bunčuk še vedno uporabljajo nekatere enote poljske vojske.

## Mongoli
Tug z belimi repi je bil simbol miru, s črnimi pa simbol vojne. Raba ravno konjskih repov je bila simbolična, saj so bili konji ključni za preživetje Mongolov. Žimo iz konjskega repa su uporabljali tudi za struni godala morinhur z glavo v obliki konjske glave.
Prvotni beli tug je že zelo zgodaj izginil, črni pa se je ohranil kot prebivališče Džingiskanove duše. Mongoli ga še vedno častijo. Zanabazar (1635–1723), vrhovna duhovna avtoriteta rumenega budizma v Zunanji Mongoliji, je v 17. stoletju zgradil samostan, namenjen varovanju črnega tuga. Okoli leta 1937 je med velikimi čistkami nacionalistov, menihov in intelektualcev ter uničenjem samostanov črni tug izginil.
V Mongoliji je devet belih tugov (Есөн хөлт цагаан туг) dobilo nov simbolični pomen kot zamenjava za socialistično rdečo zastavo. Beli konjski repi so obešeni na obročih na visokih drogovih, na vrhu okrašenih s plamenom ali trizobom. Devet belih tugov kot simbol miru so v preteklosti uporabljali izključno kani pred svojo jurto. Osrednji drog je bil višji od drugih osmih. Devet sodobnih belih tugov je shranjenih v vladni palači v Ulan Batorju.
V vojnem času so bili  v rabi Дөрвөн хөлт хар сүлд - Štirje črni tugi s črnimi konjskimi repi. Obešeni so bili enako kot beli. Po japonski ilustrirani kroniki Mōko Shūrai Ekotoba je imelo takšne črne tuge tudi juansko mongolsko ladjevje med invazijo na Japonsko. Sodobni črni tug hrani mongolsko Ministrstvo za obrambo. 
V mongolskih oboroženih silah se črn tug uporablja za okras na vrhu drogov vojaških zastav. Mongolska državna častna četa in državne varnostne službe uporabljajo za okras bel tug.
- Džingiskanova razglasitev za kagana vvseh Mongolov; na desni strani slike so vidni beli tugi[7]
- Mongoli oblegajo mesto na Bližnjem vzhodu; na njihovem triboku je opazen črn tug[7]